# Itzhak Ben Itzhak
Itzhak Ben Itzhak (1948. augusztus 2. –) izraeli nemzetközi labdarúgó-játékvezető.

## Pályafutása
Játékvezetésből 1971-ben vizsgázott. Az IFA Játékvezető Bizottságának (JB) minősítésével az Liga Leumit, majd a Premier League. Küldési gyakorlat szerint rendszeres partbírói szolgálatot is végzett. A nemzeti játékvezetéstől 1993-ban visszavonult. Vezetett kupadöntők száma: 4.
Az IFA JB küldésére több alkalommal vezette az Izraeli labdarúgókupa, valamint az  Izraeli labdarúgó-szuperkupa döntőjét.
| Időpont         | Helyszín                     | Mérkőzés típusa | Mérkőzés                               | Eredmény | Nézők száma |
| --------------- | ---------------------------- | --------------- | -------------------------------------- | -------- | ----------- |
| 1983. június 1. | Ramat Gan Stadion, Ramat Gan | kupadöntő       | MK Hapóél Tel-Aviv–Maccabi Tel Aviv FC | 3 – 2    | 30 000      |
| 1984. június 6. | Gaon Stadion, Jaffa          | kupadöntő       | MK Makkabi Haifa–Hapoel Lod FC         | 1 – 4    | 2000        |
| 1985. június 4. | Ramat Gan Stadion, Ramat Gan | kupadöntő       | MK Bétár Jerusálajim–MK Makkabi Haifa  | 1 – 0    | 30 000      |
| 1991. június 4. | Ramat Gan Stadion, Ramat Gan | kupadöntő       | MK Makkabi Haifa–Hapoel Petah Tikva FC | 3 – 1    | 25 000      |

Az Izraeli labdarúgó-szövetség JB terjesztette fel nemzetközi játékvezetőnek, a Nemzetközi Labdarúgó-szövetség (FIFA) 1983-tól tartotta-tartja nyilván bírói keretében. A FIFA JB központi nyelvei közül az angolt beszéli. Több nemzetek közötti válogatott (Labdarúgó-világbajnokság), valamint klubmérkőzést vezetett, vagy működő társának partbíróként segített. Az izraeli nemzetközi játékvezetők rangsorában, a világbajnokság-Európa-bajnokság sorrendjében többedmagával a 10. helyet foglalja el 2 találkozó szolgálatával. A nemzetközi játékvezetéstől 1993-ban búcsúzott. Európában a legtöbb válogatott mérkőzést vezetők rangsorában többed magával, 9 (1984. június 9.– 1993. február 3.) találkozóval tartják nyilván. Válogatott mérkőzések irányításával Izraelben a 4. helyet foglalja el.
Az 1987-es U16-os labdarúgó-világbajnokságon a FIFA JB bíróként foglalkoztatta.
| Időpont          | Helyszín                       | Mérkőzés típusa              | Mérkőzés          | Eredmény | Nézők száma |
| ---------------- | ------------------------------ | ---------------------------- | ----------------- | -------- | ----------- |
| 1987. július 14. | King George V Park, St. John's | csoportmérkőzés (B. csoport) | Dél-Korea–Ecuador | 0 – 1    | 2200        |

Az 1986-os labdarúgó-világbajnokságon a FIFA JB játékvezetőként alkalmazta. Selejtező mérkőzéseket az UEFA zónában irányított. 
| Időpont           | Helyszín                  | Mérkőzés típusa           | Mérkőzés            | Eredmény | Nézők száma |
| ----------------- | ------------------------- | ------------------------- | ------------------- | -------- | ----------- |
| 1985. április 3.  | Központi Stadion, Craiova | előselejtező (3. csoport) | Románia–Törökország | 3 – 0    | 35 000      |
| 1985. április 13. | Allmend Stadion, Luzern   | előselejtező (6. csoport) | Svájc–Norvégia      | 1 – 1    | 4500        |